# Социализм как явление мировой истории
«Социализм как явление мировой истории» — книга известного российского и советского математика Игоря Шафаревича о сущности социализма. Развитие социалистических идей детально прослеживается со времён Античности до современности. Подробно разбирается практика реального социалистического строительства в XX веке. Автор делает вывод о том, что социализм в своей сущности является проявлением «инстинкта смерти» на уровне человеческой цивилизации.
Впервые издана в 1977 году издательством YMCA-Press (Париж) на русском языке. Сокращённый вариант книги был ранее опубликован в сборнике «Из-под глыб» (1974), распространявшемся в самиздате. В 1980 году вышла на английском и немецком языках. Английское издание содержит предисловие, написанное А. И. Солженицыным. После 1991 года книга неоднократно переиздавалась на русском, вошла в состав собрания сочинений.

## Содержание
В предисловии к книге автор формулирует свою цель следующим образом:

В этой книге проблема рассматривается в её наиболее абстрактной постановке: каковы те основные черты социализма, которые, переплетаясь каждый раз с индивидуальными особенностями страны, эпохи, порождают все многообразие его проявлений? Поэтому, хотя в книге рассматривается довольно большое число фактов и конкретных исторических ситуаций, интерес концентрируется на том, чтобы от специфики этих ситуаций абстрагироваться и выделить из них ту общую основу, которая роднит их все.

Книга состоит из трёх частей. Первая часть посвящена изложению социалистических учений: античный социализм, социализм в средневековых ересях, социализм в учениях западноевропейских философов. Вторая часть посвящена изложению истории социалистических государств древнейших времён: Империя инков, государство иезуитов в Парагвае, Месопотамия, Древний Египет, Древний Китай. Заключительная, третья часть содержит попытку обсуждение и анализ изложенного фактического материала, что позволяет автору сделать некоторые общие выводы.

## История создания
В интервью И. Р. Шафаревич отмечает, что книга была написана в результате общения и споров с Солженицыным:

У него было какое-то неточное представление о социализме. Я делал замечания на эту тему, мы спорили, иногда и публично. Как-то раз я пожаловался ему на то, что не могу писать длинные тексты на гуманитарные темы. Он ответил: «А ты не пытайся написать книгу, ты пиши статью, тебе это поможет развернуть её в книгу». Я подумал и согласился. Так появилась статья «Социализм», вошедшая в сборник «Из-под глыб». Впоследствии, как и советовал Александр Исаевич, я сделал из статьи книгу, развернув её тезисы. Получилась работа «Социализм как явление мировой истории».

Конспект книги был опубликован в сборнике А. И. Солженицына «Из-под глыб», распространявшемся в Самиздате. В этот сборник вошли две статьи Шафаревича «с резюме тех выводов, к которым автор пришел в более обширной работе»:
- «Социализм»[10]
- «Есть ли у России будущее?»[11]

Целиком впервые опубликована в 1977 в Париже в издательстве YMCA-Press.
В 1980 г. в Нью-йорке вышла на английском языке: Igor Shafarevich. The socialist phenomenon. / Transl. from the Russian by William Tjalsma. Forew. by Aleksandr I. Solzhenitsyn. — New York [u.a.]: Harper & Row. — 319+XVI pp.
В 1980 г. во Франкфурте-на-Майне вышла на немецком языке: Igor R. Schafarewitsch. Der Todestrieb in der Geschichte Freitext 1953-8. Erscheinungsformen d. Sozialismus. / Aus d. Russ. ubers. v. Anton Manzella. — Frankfurt/M. [u.a.]: Ullstein. — 367 S.
Начиная с 1991 года, неоднократно переиздавалась на русском.
К изданию 1991 года И. Р. Шафаревич добавил примечание, в котором поблагодарил всех тех, «без кого эта книга не увидела бы свет». В первую очередь он отметил, что его взгляды на социализм (и на более широкий круг вопросов) сформировались под влиянием друга и коллеги Андрея Ивановича Лапина.

## Реакция и критика
Эта книга, как и появление сборника «Из-под глыб», вызвала критику как со стороны официальной советской пропаганды, так и в кругах представителей левого (марксистского) крыла диссидентского движения. Например, Рой Медведев отозвался об этом следующим образом:
Составители сборника «Из-под глыб», и прежде всего Солженицын и Шафаревич, не просто не принимают социализм и социалистические идеи, их проповедь исходит из ненависти к социализму, допускающей при этом в борьбе со своими оппонентами любые средства… Что касается социально-политических и экономических высказываний авторов сборника, то здесь вообще нет никакой основы для научной полемики…
Ответы на подобную критику имеется в статье И. Р. Шафаревича «Арьергардные бои марксизма» (1978).
Российский философ и историк Ю. И. Семёнов связывает общества, описанные И. Р. Шафаревичем как «социалистические», с политарным или азиатским способом производства.